# Croatia Open Umag 2021
Croatia Open Umag 2021, oficiálním sponzorským názvem Plava Laguna Croatia Open Umag 2021, byl tenisový turnaj pořádaný jako součást mužského okruhu ATP Tour, který se hrál na otevřených antukových dvorcích Mezinárodního tenisového centra Stella Maris. Probíhal mezi 19. až 25. červencem 2021 v chorvatském Umagu jako třicátý první ročník turnaje. V roce 2020 se nekonal pro přerušení sezóny kvůli pandemii covidu-19.
Turnaj s rozpočtem 481 270 eur patřil do kategorie ATP Tour 250. Nejvýše nasazeným hráčem ve dvouhře se stal čtyřicátý první tenista světa Albert Ramos-Viñolas ze Španělska, kterého v semifinále vyřadil Alcaraz. Jako poslední přímý účastník do singlové soutěže nastoupil 126. hráč žebříčku Damir Džumhur z Bosny a Hercegoviny.
První titul na okruhu ATP Tour vyhrál Španěl Carlos Alcaraz, který se v 18 letech stal nejmladším vítězem turnaje ATP od triumfu Keie Nišikoriho v Delray Beach 2008. Čtyřhřu ovládl brazilsko-španělský pár Fernando Romboli a David Vega Hernández, jehož členové na túře ATP vybojovali první kariérní tituly.

## Rozdělení bodů a finančních odměn

### Rozdělení bodů
| Soutěž       | vítězové | finalisté | semifinalisté | čtvrtfinalisté | 16 v kole | 32 v kole | Q  | Q2 | Q1 |
| ------------ | -------- | --------- | ------------- | -------------- | --------- | --------- | -- | -- | -- |
| dvouhra mužů | 250      | 150       | 90            | 45             | 20        | 0         | 12 | 6  | 0  |
| čtyřhra mužů | 250      | 150       | 90            | 45             | 0         | —         | —  | —  | —  |

### Finanční odměny
| Soutěž                                | vítězové | finalisté | semifinalisté | čtvrtfinalisté | 16 v kole | 32 v kole | Q2      | Q1      |
| ------------------------------------- | -------- | --------- | ------------- | -------------- | --------- | --------- | ------- | ------- |
| dvouhra mužů                          | 41 145 € | 29 500 €  | 21 000 €      | 14 000 €       | 9 000 €   | 5 415 €   | 2 645 € | 1 375 € |
| čtyřhra mužů                          | 15 360 € | 11 000 €  | 7 250 €       | 4 710 €        | 2 760 €   | —         | —       | —       |
| částka ve čtyřhrách je uvedena na pár |          |           |               |                |           |           |         |         |

## Mužská dvouhra

### Nasazení
| Stát                             | Hráč                 | ATP | Nasazení |
| -------------------------------- | -------------------- | --- | -------- |
| Španělsko                        | Albert Ramos-Viñolas | 41. | 1.       |
| Srbsko                           | Dušan Lajović        | 43. | 2.       |
| Srbsko                           | Filip Krajinović     | 44. | 3.       |
| Francie                          | Richard Gasquet      | 54. | 4.       |
| Slovinsko                        | Aljaž Bedene         | 56. | 5.       |
| Španělsko                        | Jaume Munar          | 66. | 6.       |
| Španělsko                        | Carlos Alcaraz       | 72. | 7.       |
| Itálie                           | Gianluca Mager       | 73. | 8.       |
| Žebříček ATP k 12. červenci 2021 |                      |     |          |

### Jiné formy účasti
Následující hráči obdrželi divokou kartu do hlavní soutěže:
- Duje Ajduković
- Holger Rune
- Nino Serdarušić

Následující hráči postoupili z kvalifikace:
- Daniel Altmaier
- Andrea Collarini
- Alessandro Giannessi
- Filip Horanský

Následující hráč postoupil z kvalifikace jako šťastný poražený:
- Renzo Olivo

### Odhlášení
před zahájením turnaje
- Salvatore Caruso → nahradil jej  Renzo Olivo
- Taró Daniel → nahradil jej  Andrej Martin

## Mužská čtyřhra

### Nasazení
| Stát                                                                        | Hráč                | Stát        | Hráč               | ATP  | Nasazení |
| --------------------------------------------------------------------------- | ------------------- | ----------- | ------------------ | ---- | -------- |
| Bosna a Hercegovina                                                         | Tomislav Brkić      | Srbsko      | Nikola Ćaćić       | 101. | 1.       |
| Uruguay                                                                     | Pablo Cuevas        | Francie     | Fabrice Martin     | 165. | 2.       |
| Brazílie                                                                    | Rafael Matos        | Bělorusko   | Andrej Vasilevskij | 165. | 3.       |
| Venezuela                                                                   | Luis David Martínez | Nový Zéland | Artem Sitak        | 195. | 4.       |
| Žebříček ATP k 12. červenci 2021; číslo je součtem umístění obou členů páru |                     |             |                    |      |          |

### Jiné formy účasti
Následující páry obdržely divokou kartu do hlavní soutěže:
- Duje Ajduković /  Frane Ninčević
- Admir Kalender /  Mili Poljičak

### Odhlášení
před zahájením turnaje
- Simone Bolelli /  Máximo González → nahradili je  Damir Džumhur /  Antonio Šančić

## Přehled finále

### Mužská dvouhra
- Carlos Alcaraz vs.  Richard Gasquet, 6–2, 6–2

### Mužská čtyřhra
- Fernando Romboli /  David Vega Hernández vs.  Tomislav Brkić /  Nikola Ćaćić, 6–3, 7–5